# Gracilibracon
Gracilibracon är ett släkte av steklar. Gracilibracon ingår i familjen bracksteklar.
Kladogram enligt Catalogue of Life:
| Gracilibracon | \| \| Gracilibracon albipalpis \| \| \| \| \| \| Gracilibracon frustratus \| \| \| \| \| \| Gracilibracon gracilescens \| \| \| \| |
|               | \| \| Gracilibracon albipalpis \| \| \| \| \| \| Gracilibracon frustratus \| \| \| \| \| \| Gracilibracon gracilescens \| \| \| \| |
|               | Gracilibracon albipalpis |
|               | |
|               | Gracilibracon frustratus |
|               | |
|               | Gracilibracon gracilescens |
|               | |